# 纤细山槟榔
纤细山槟榔（学名：Pinanga gracilis）为棕榈科山槟榔属下的一个种。其种加词来源于拉丁文“gracilis”，意为“纤细的”。